# Société des sciences, des arts et des lettres du Hainaut
 (décembre 2015).
Si vous disposez d'ouvrages ou d'articles de référence ou si vous connaissez des sites web de qualité traitant du thème abordé ici, merci de compléter l'article en donnant les références utiles à sa vérifiabilité et en les liant à la section « Notes et références ».
La Société des sciences, des arts et des lettres du Hainaut est une société savante créée le 14 mars 1833 à Mons dans le but de s'intéresser à toutes les activités intellectuelles dans la province de Hainaut en Belgique.
Victor-Joseph François, médecin et professeur à l'université de Louvain en est le premier président. Paul-Émile De Puydt, qui avait contribué à la fondation de la société, occupe ce poste de 1865 à sa mort en 1891.
En 1840 paraît le premier volume des Mémoires et publications de la Société des sciences, des arts et des lettres du Hainaut qui seront régulièrement publiés jusqu'en 1913 ; seuls quelques volumes verront le jour entre 1919 et 1947 et la publication sera à nouveau régulière à partir de 1958.